# Jessica Sanders
Jessica Sanders (* 20. Jahrhundert) ist eine Filmregisseurin und Filmproduzentin im Bereich Dokumentar- und Kurzfilm.

## Karriere
Jessica Sanders studierte an der Wesleyan University. Sie begann im Filmgeschäft als Produktionsassistentin im Jahr 1999 bei dem Dokumentarfilm Bird by Bird with Anne. Ihr Regiedebüt gab sie mit dem Film Los Angeles, der 2000 veröffentlicht wurde. Dafür verfasste sie das Drehbuch und war zudem als Produzentin für die Herstellung verantwortlich. Für ihren Dokumentarkurzfilm Sing! erhielt Sanders bei der Oscarverleihung 2002 eine Nominierung in der Kategorie Bester Kurzfilm. 2003 veröffentlichte sie den 34-minütigen Kurzfilm Twin Towers, der über die Ereignisse der Terroranschläge am 11. September 2001 erzählt.
Sanders ist Mitglied der Writers Guild of America und Directors Guild of America.

## Filmografie (Auswahl)
- 2000: Los Angeles
- 2001: Sing! (Kurzfilm)
- 2005: After Innocence (Dokumentarfilm)
- 2008: Sing Opera! (Dokumentarfilm)
- 2014: Bunion (Kurzfilm)
- 2018: End of the Line (Kurzfilm)